# Lago de Sabaudia
O Lago de Sabaudia (em italiano:  Lago di Sabaudia), também conhecido como Lago de Paola (em italiano:  Lago di Paola), é um lago costeiro no centro da Itália. Localizado no município de Sabaudia, ao longo da costa do Mar Tirreno, o lago encontra-se inteiramente dentro dos limites do Parque Nacional do Circeo.
Em 1963-1964, a Ponte Giovanni XXIII foi construída sobre o lago, ligando a duna de areia à cidade de Sabaudia.

## Galeria

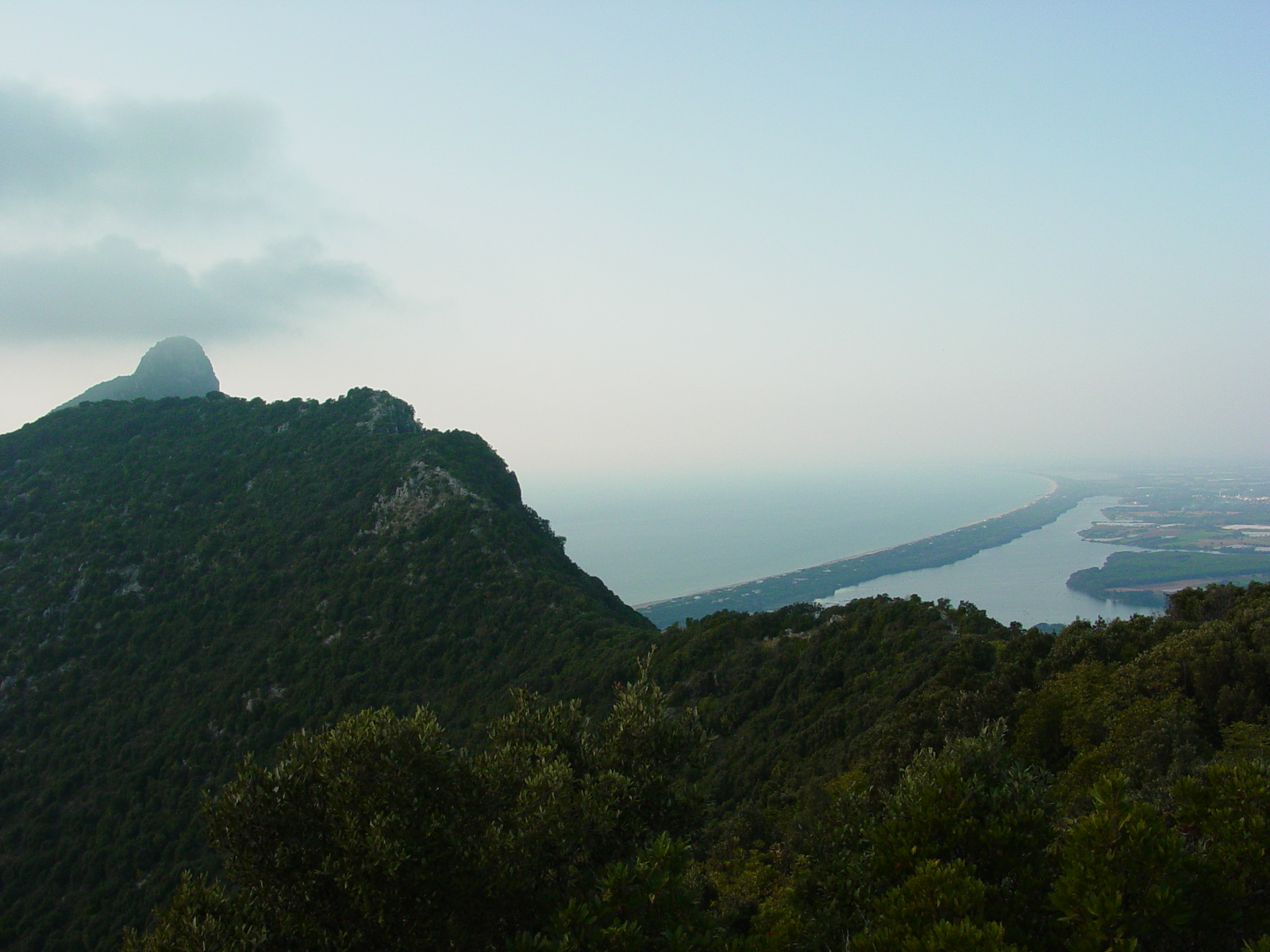
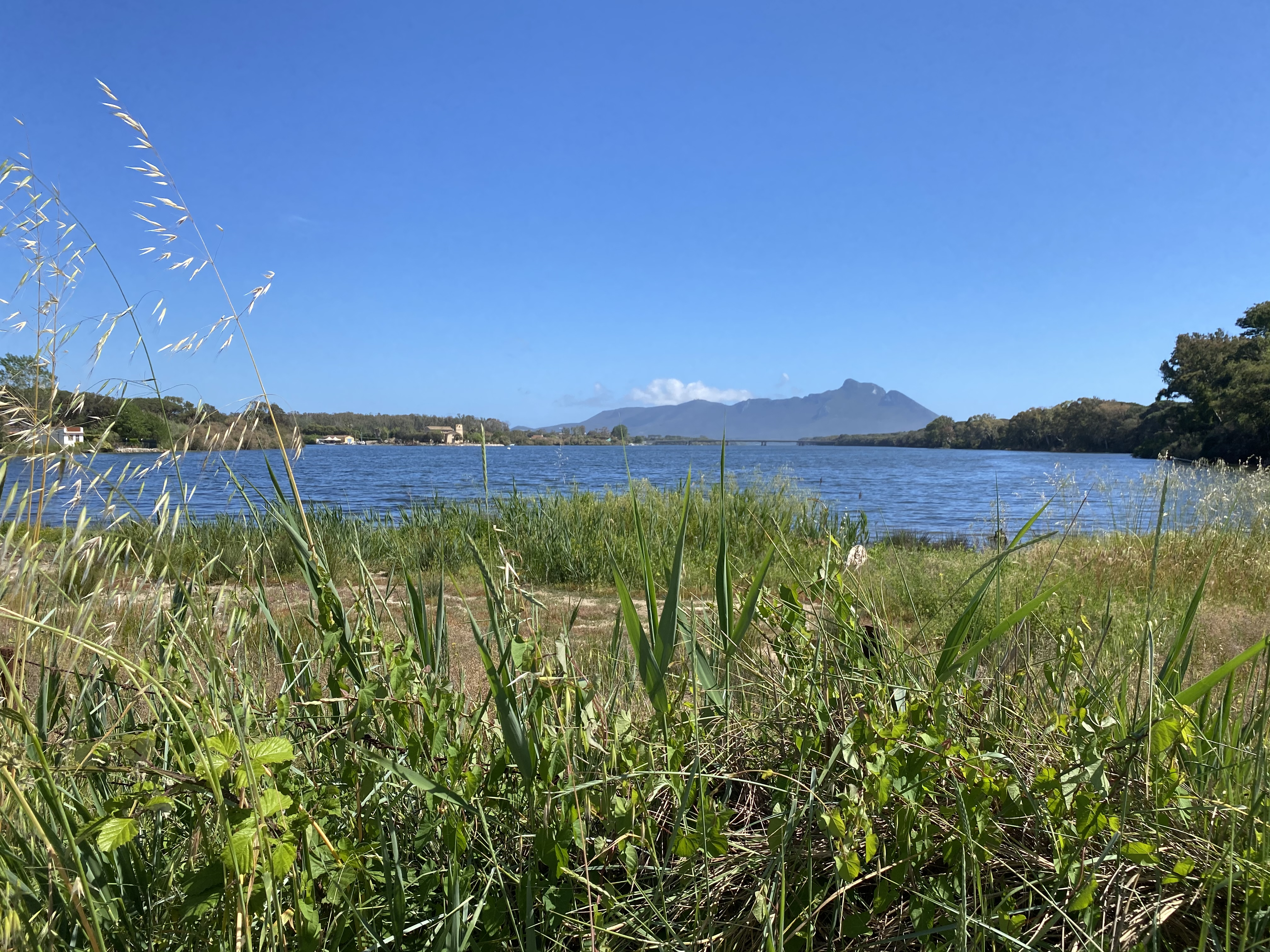
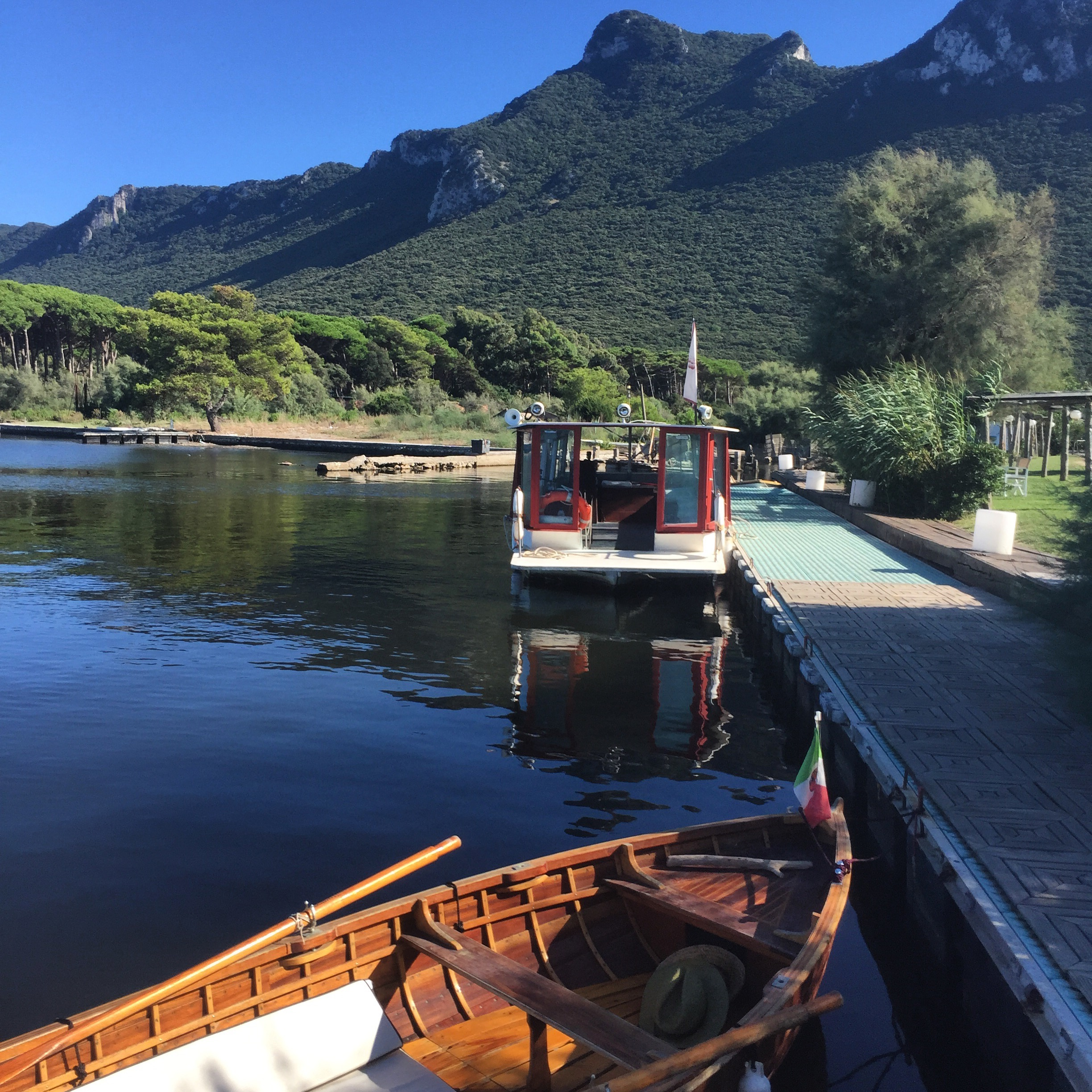